# Maikong
Maikong (Cerdocyon thous), v portugalštině Cachorro-do-Mato (doslova přeloženo "křovinový pes") je jihoamerická psovitá šelma. Maikong je v současné době jediným zástupcem svého rodu, ale je známo, že jich v pleistocénu bylo více druhů, např. Cerdocyon avius, který pravděpodobně vypadal stejně jako současný Maikong.

## Popis
Tento druh šelmy je přibližně 64 cm dlouhý, ocas 30 cm a váží 5–8 kg. Maikong má krátké, ale silné nohy a mohutný ocas. Barva srsti je šedohnědá, ale hlavu, uši a přední tlapy má rudohnědé.
Maikong má pestrý jídelníček, ale nejvíce proslul svým lovem krabů na pobřeží. Je schopen lovit i raky v řekách, ptáky, plazy a drobné savce, ale i larvy hmyzu a pochutná si i na čerstvém ovoci.
V zajetí může být poměrně přítulný.